# Знакомый мужчина
Знакомый мужчина — рассказ Антона Павловича Чехова. Написан в 1886 году, впервые опубликован 20 апреля 1886 года в сборнике Осколки.

## История
Рассказ А. П. Чехова «Знакомый мужчина» был написан в 1886 году, впервые опубликован 20 апреля 1886 года в юмористическом литературно-художественном еженедельном журнале Осколки (выпуск № 18), под заглавием «Немножко боли» и подписью А. Чехонте. 6 июля того же года рассказ был напечатан без изменений в Ежедневных новостях. Под новым названием он был включен Чеховым в первом томе его собрания сочинений, изданном Адольфом Марксом в 1899—1901 годах.
При жизни Чехова рассказ был переведен на болгарский, венгерский, немецкий, польский, румынский, сербскохорватский и чешский языки.

## Фон
Сюжет рассказа был предложен Чехову в письме от Виктора Билибина. 

В письме от 6 апреля 1886 г. В. В. Билибин предложил Чехову тему: «Изобразить порядочного человека, но забитого судьбой, который пришел у приятеля денег в долг просить. Кажется, что тут стыдного? А у него язык не поворачивается, и он всё о другом заговаривает; так и ушел не попросивши». 

## Сюжет
Молодая женщина по имени Ванда оказывается без гроша в кармане после выхода из больницы. Она решает навестить человека, которого недавно встретила в кафе, чтобы попросить денег. Человек по имени Финкель, который оказывается стоматологом, просит её сесть в кресло и приступает к проверке состояния зубов. Разочаровавшись отсутствием к ней внимания и своим неказистым видом в зеркале, она не просит денег, а за удаление больного зуба отдает стоматологу последний рубль, вырученный за кольцо с бирюзой. К счастью, на следующий день она встречает другого богатого джентльмена в том же кафе.